# Попов, Евгений Иванович (толстовец)

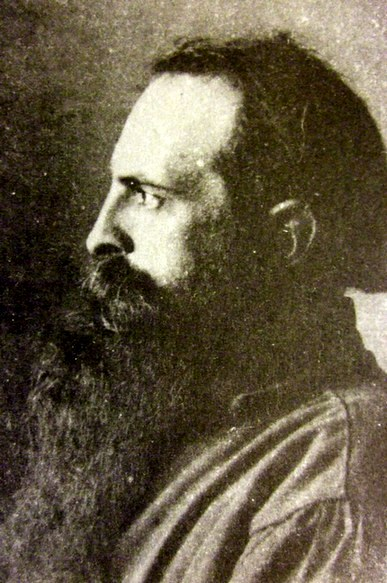
Е. И. Попов

Евге́ний Ива́нович Попо́в (1864—1938) — друг и последователь Льва Толстого, педагог и переводчик.

## Биография
Родился в Пермской губернии, в семье безземельного дворянина. Отец Попова был выпускником военного училища, служил управляющим в частных предприятиях Москвы и провинции, занимался винной торговлей.
Детство Евгения Ивановича Попова прошло в Москве. Окончил с отличием Вторую Московскую военную гимназию. После смерти отца вынужден был зарабатывать на жизнь, чтобы содержать младших братьев и сестёр. Из-за этого не смог получить высшего образования. В возрасте 20 лет женился на девушке из богатой семьи Елене Александровне Зотовой, но вскоре разошёлся с ней во взглядах на жизнь.
В 1886 году под влиянием чтения сочинений Л. Н. Толстого решил изменить свою жизнь. В поисках ответа на вопрос о смысле жизни отправился к Толстому в Ясную Поляну. После беседы с Толстым пришёл к выводу, что жизнь богатого и праздного человека «есть причина тех общественных несчастий, с которыми борются лучшие умы человечества». Решил отказаться от богатства, перешёл к трудовой жизни и вегетарианству.
Прочитав по совету Толстого книгу о китайском земледелии, увлёкся идеей создания земледельческого хозяйства без эксплуатации домашних животных. На протяжении многих лет пытался осуществить на практике эту идею. Разойдясь с женой, остался без средств к существованию. В поисках работы начал странствовать по возникавшим тогда колониям толстовцев. По воспоминаниям Попова, колонии эти быстро распадались из-за невозможности последовательно провести в жизнь принцип ненасилия. В 1889 году сопровождал Толстого в пешем путешествии из Москвы в Ясную Поляну. «Попов — очень приятный товарищ, добрый и серьёзный» — писал Толстой с дороги жене в Москву.
В ходе странствий познакомился со многими видными толстовцами: В. Г. Чертковым, П. И. Бирюковым, М. А. Новосёловым, И. М. Трегубовым, И. И. Горбуновым-Посадовым и другими. С конца 1880-х годов сотрудничал с чертковским издательством «Посредник», писал статьи по сельскому хозяйству и педагогике. В начале 1890-х годов жил в доме В. Г. Черткова, помогал ему в работе по распространению толстовских идей. В 1892 году жил в доме Толстого, занимался переписыванием его рукописей. В 1893 году работал вместе с Толстым «на голоде» (на работах по помощи голодающим крестьянам). В 1890-е посещал в тюрьмах преследуемых за религиозные убеждения, способствовал знакомству Толстого с духоборческим лидером П. В. Веригиным.
В 1894 году перевёл с немецкого трактат Лао-цзы «Путь к добродетели» («Дао дэ цзин»). В те же годы написал книгу «Жизнь и смерть Евдокима Никитича Дрожжина», посвящённую судьбе погибшего в тюрьме за толстовские убеждения учителя Е. Н. Дрожжина. Дрожжин был брошен в тюрьму за отказ от военной службы и умер там от чахотки и воспаления лёгких. Несмотря на то, что рукопись книги была конфискована офицерами Департамента полиции, Попову удалось восстановить её по черновикам и издать в 1895 году в берлинском издательстве. Послесловие к книге было написано Львом Толстым.
Вёл переписку с Л. Н. Толстым на протяжении 24 лет, спрашивая у него советов по всем вопросам жизни. В архивах Толстого сохранилось около 60 писем Толстого к Попову, содержащих богатую информацию о толстовских идеях. После смерти Толстого занимался педагогической работой с молодёжью. Незадолго до смерти, в 1935 году, уже будучи слепым, продиктовал воспоминания о своей жизни и знакомстве с Толстым.
Умер в 1938 году в земледельческой колонии на Алтае.

## Сочинения
- Попов Е. И.  Жизнь и смерть Евдокима Никитича Дрожжина. 1866—1894. С послесловием Л. Толстого. — 1898.
- Попов Е. И. Двадцать лет вблизи Л. Н. Толстого (из воспоминаний). В книге: Л. Н. Толстой и его близкие. — М., 1986.